# Lisa Bellear
Lisa (Marie) Bellear (Melbourne, 2 de maio de 1961 — Melbourne, 5 de julho de 2006) foi uma poetisa, fotógrafa, ativista, porta-voz, dramaturga, comediante e radialista australiana e indígena. Era uma mulher goernpil do povo noonuccal de Minjerribah (Ilha Stradbroke), em Queensland. Seus tios eram Bob Bellear — o primeiro juiz indígena da Austrália — e Sol Bellear — que ajudou a fundar a Aboriginal Housing Corporation, em Redfern, em 1972.
Foi adotada por uma família branca ainda bebê e foi informada de que tinha herança polinésia. Quando adulta, explorou suas raízes aborígenes.
Morreu inesperadamente em sua casa, em Melbourne, com 45 anos e foi enterrada no cemitério de Mullumbimby.

## Obras publicadas e fotografia
Escreveu o livro de poesias "Dreaming in Urban Areas" (Editora da Universidade de Queensland, UQP, 1996), que explora a experiência dos aborígenes na sociedade contemporânea. Disse, em uma entrevista, com Roberta Sykes, que sua "poesia não era sobre rebaixar a sociedade branca. É sobre autodescoberta".
Foi uma fotógrafa prolífica. Seu trabalho foi exibido nos Jogos Olímpicos de Atenas 2004 e no Museu de Melbourne como parte das celebrações do terceiro milênio.

## Atividades comunitárias
Foi locutora da estação de rádio comunitária 3CR, em Melbourne, onde apresentou o programa "Not Another Koori Show" por mais de 20 anos. Era membra da "Força-tarefa de Gerações roubadas Vitorianas de 2003", tendo-se removido de seus pais sob esta política.
Foi membra fundadora da "Ilbijerri Aboriginal and Torres Strait Islander Theatre Cooperative" — Ilbijerri pronunciado il BIDGE er ree, é uma palavra da língua Woiwurrung que significa "reunindo-se para a cerimônia" — a trupe de teatro aborígene mais antiga da Austrália. Ilbijerri produziu "The Dirty Mile", em março de 2006, como uma trilha de caminhada dramatizada pelas ruas de Fitzroy, subúrbio do centro de Melbourne.

## Reconhecimento
Em 2008, foi empossada postumamente para o "Quadro de Honra Vitoriano das Mulheres" (Victorian Honor Roll of Women). A cidade de Melbourne, em parceria com o "Victorian Women's Trust", reconheceu a vida e o trabalho dela, em 2018, ao nomear uma viela em Carlton, "Warrior Woman Lane", em sua homenagem. A Universidade de Melbourne nomeou a acomodação estudantil no endereço 303 Royal Parade, Parkville, Melbourne como "Lisa Bellear House".